# Ожидание полковника Шалыгина
«Ожидание полковника Шалыгина» — советский художественный фильм режиссёра Тимура Золоева, снятый в 1981 году.

## Сюжет
Лето 1944 года. Группе советских воинов поручено срочно доставить из немецкого тыла через линию фронта нашего разведчика. Его нужно доставить к полковнику Шалыгину (Николай Гринько), который ждёт важное донесение. Из троих сопровождающих в живых остаётся только рядовой Белов (Борис Галкин), сумевший преодолеть все испытания, выпавшие на его долю и выполнить задание командования.

## В ролях
- Борис Галкин — Пётр Иванович Белов, рядовой
- Виктор Плют — Георгий Валерианович (озвучивание — Владимир Заманский)
- Сергей Кагаков — Саша Ивицкий
- Алексей Золотницкий — Стаников
- Яхье Файзулаев — Шараф
- Рустам Тураев — Ульмас
- Валерий Полетаев — Тельнов
- Владимир Антонов — Савченко
- Ирина Пономарёва — Юлия Сергеевна
- Владимир Борчанинов — Агафонов
- Николай Гринько — Шалыгин
- Анатолий Гурьев — эпизод
- Борис Матвеев — эпизод
- Татьяна Захарова — эпизод
- Дмитрий Наливайчук — эпизод
- Иван Морозов — эпизод
- Янис Паукштелло — немецкий офицер
- Пётр Юрченков-старший — капитан
- Сергей Качанов — эпизод (нет в титрах)

## Съёмочная группа
- Автор сценария: Григорий Глазов
- Режиссёр-постановщик: Тимур (Таймураз) Золоев
- Оператор-постановщик: Игорь Ремишевский
- Художники-постановщики: Владимир Шинкевич, Алексей Бокатов
- Композитор: Евгений Птичкин
- Текст песни: Григорий Глазов
- Звукооператоры: В. Фролков, Л Кузницкий
- Монтаж: М. Радько
- Режиссёры: Л. Ларионова, В. Колегаев
- Оператор: С. Колбинев
- Грим: З. Губина
- Костюмы: Н. Мельничук
- Редактор: Н. Некрасова
- Главный консультант: Генерал-лейтенант Г. Ф. Туршатов
- Консультанты: Подполковник В. П. Фалецкий, В. Ф. Венгер
- Ассистенты режиссёра: М. Иванова, Л. Карпова, Л. Осипова, Т. Чернуха
- Мастер по свету: В. Логвинов
- Симфонический оркестр Госкино СССР, Дирижёр В. Васильев
- Директор картины: Галина Соколова
- Каскадёры: У. Вейспал, Олег Федулов, А. Филатов, Н. Сысоев

## Технические данные
- СССР, Одесская киностудия, 1981 год, цветной, 87 минут[1].
- Премьера: август 1982 года.